# غاري إنغهام
غاري إنغهام (بالإنجليزية: Gary Ingham)‏ (9 أكتوبر 1964 في المملكة المتحدة - 20 نوفمبر 2012 في المملكة المتحدة) هو لاعب كرة قدم بريطاني في مركز حراسة المرمى. لعب مع نادي دونكاستر روفرز ونادي غاينسبورو ترينيتي وفريكلي أثلتيك ‏ وStocksbridge Park Steels F.C. ‏ ونادي جوول ‏ وOssett Albion A.F.C. ‏ وBelper Town F.C. ‏ وليك تاون ‏ ونادي ستاليبريدج سيلتيك وبريدلينغتون تاون ‏ وشبشيد دينامو ‏ وMaltby Main F.C. ‏.

## وصلات خارجية
- غاري إنغهام على موقع قاعدة بيانات كرة القدم.إي يو (الإنجليزية)